# Кошова Світлана Володимирівна
Світла́на Володи́мирівна Кошова́ (3 вересня 1941, село Новосілки, Бишівський район, Київська область, УРСР, СРСР) — український радіофізик, доктор фізико-математичних наук (1986), професор (1989).

## Життєпис
Випускниця Київського університету 1964 року. Після закінчення вишу почала працювати в Науково-дослідному інституті радіотехнічних проблем. У 1965—1968 рр. — заочне навчання в аспірантурі за спеціальністю «Радіофізика». У 1969 році захистила кандидатську дисертацію. Від 1970 року працювала на посаді старшого наукового співробітника НДІ «Оріон» (Київ). У 1986 році захистила докторську дисертацію «Неустойчивости и нелинейное взаимодействие волн в твердых телах в сверхвысокочастотном диапазоне» за спеціальністю «Фізика твердого тіла». З 1972 до 1996 року працювала в Київському університеті, від 1989 — професор кафедри кріогенної електроніки та мікроелектроніки. З 1996 до 1998 працювала старшим науковим співробітником в Інституті магнетизму НАНУ в Києві. Паралельно з 1995 до 1998 року — професор Національного університету астрофізики, оптики та електроніки Мексики (Мехіко). З 1998 року — професор Автономного університету штату Морелос (м. Куернавака, Мексика).

## Наукова та педагогічна діяльність
Галузі наукових інтересів:
- розробка радіоелектронних засобів дослідження природних катаклізмів (землетрусів, вивержень вулканів, торнадо тощо);
- розробка методів солітоніки, нелінійної радіолокації;
- розробка інтегральної надвисокочастотної техніки та мікроелектроніки;
- брала участь у розробці гіротрона.

На радіофізичному факультеті КНУ читала курси:
- «НВЧ мікроелектроніка»,
- «Основи наукових досліджень»,
- «НВЧ техніка»,
- «НВЧ електроніка».

Під її керівництвом захистилося 7 аспірантів.
Має понад 150 наукових робіт, 7 науково-технічних звітів, 10 авторських свідоцтв, 6 методичних посібників.

## Основні праці
- Левитский С. М., Кошевая С. В. Вакуумная и твердотельная электроника СВЧ. — К.: Выща школа., 1986. — 272 с.;
- Кошова С. В. Твердотельная СВЧ микроелектроника. — К.: Вид-во Київського ун-ту, 1977;
- Кошевая С. В. Сборник задач по твердотельной СВЧ микроэлектронике. — К.: КГУ, 1978;
- Кошевая С. В., Пустыльник О. Д. Методические указания к лабораторным работам по физике и технике низких температур. — Киев: КГУ, 1979. — 56 с.
- Повышение к. п. д. гиротрона на основном резонансе путем коррекции распределения магнитостатического поля // Изв. вузов. Радиоэлектроника. 1970. Т. 13, № 1;
- Поверхностные акустоэлектрические волны на границе раздела двух сред, обусловленные электрострикцией // ФТТ. 1976. Вып. 18, № 155;
- Increase of the transparency of the ionosphere for cosmic radiowaves caused by a low frequency wave // Physica Scripta. 1999. Vol. 59;
- Gryocooling and thermal management // Low Temperature Electronics: Physics, Devices, Circuits, and Applications. San Diego, 2001 (усі — у співавторстві).